# 2522 Триглав
2522 Триглав (енгл. 2522 Triglav) је астероид главног астероидног појаса са пречником од приближно 20,49 .
Афел астероида је на удаљености од 3,191 астрономских јединица (АЈ) од Сунца, а перихел на 2,845 АЈ.
Ексцентрицитет орбите износи 0,057, инклинација (нагиб) орбите у односу на раван еклиптике 8,767 степени, а орбитални период износи 1915,090 дана (5,243 година).
Апсолутна магнитуда астероида је 11,60 а геометријски албедо 0,096.
Астероид је откривен 6. августа 1980. године.